# راؤول ليونيل باريديس فيغا
راؤول ليونيل باريديس فيغا (بالإسبانية: Raúl Leonel Paredes Vega)‏ هو محامي وسياسي مكسيكي، ولد في 9 نوفمبر 1962 في ولاية مكسيكو في المكسيك. حزبياً، نشط في حزب العمل الوطني. وقد انتخب عضو مجلس النواب المكسيك.